# 도팽 (칭호)

도팽의 문장

도팽 드 프랑스(프랑스어: Dauphin de France)는 1350년에서부터 1791년, 그리고 1824년부터 1830년까지 프랑스 왕국의 왕위 계승자에게 붙이던 칭호로 보통 왕세자로 번역된다. 정식으로는 도팽 드 비엔누아 (Dauphin de Viennois)이다.

도피네의 문장

프랑스 남동부에 있는 비엔누아를 다스리던 백작 기 8세는 돌고래를 자신의 문장으로 사용하였으며, 그 때문에 프랑스어로 돌고래라는 뜻의 ‘르 도팽(le Dauphin)’이라고 불렸다. 이후 비에누아의 도팽이라는 칭호는 어느새 비에누아의 통치자만이 쓰는 독특한 칭호로 굳어져 그의 후계자들이 이 칭호를 계승하여 계속해서 사용해 왔다. 또한 도팽의 봉토는 도팽령이라는 뜻의 도피네(Dauphiné)라고 불리었다.
그러나 1349년 비엔누아 백작 도팽 움베르 2세가 도피네를 프랑스의 필리프 6세에게 매각하면서, 프랑스 왕실에서 이 칭호를 사용하게 되었다. 최초로 도팽의 칭호를 받은 프랑스 왕세자는 샤를(훗날 샤를 5세)였다.
1349년에 필리프 6세는 도피네의 매입을 추진하며 당시 왕세자였던 장(훗날 장 2세)에게 줄것을 염두에 두고 있었다. 그러나 협상이 타결되자마자 서거하고 왕세자 장이 장 2세가 되어 즉위하면서 도피네를 자신의 아들이자 새로운 왕세자 샤를에게 물려주었다. 1364년에 장 2세가 죽고 샤를 5세가 즉위하였다. 샤를 5세는 1368년에 자신의 아들 샤를 왕세자 (훗날 샤를 6세) 에게 도팽의 칭호를 물려주었다. 이때부터 이 칭호는 프랑스 왕국의 왕위계승자(추정 상속인)를 뜻하는 말로 굳어지게 되었다.

## 같이 보기
- 웨일스 공
- 왕태자
- 프린스